# جانی چلاتی
جانی چلاتی (ایتالیایی: Gianni Celati)؛ ۱۰ ژانویهٔ ۱۹۳۷ – درگذشتهٔ ۳ ژانویهٔ ۲۰۲۲) یک نویسنده، مترجم و منتقد ادبی اهل ایتالیا بود. وی برنده جایزه ویارجو (۲۰۰۶) و جایزه باگوتا (۱۹۷۴) شده‌است. وی در رشته ادبیات انگلیسی از دانشگاه بولونیا فارغ‌التحصیل شده‌است. وی در دانشگاه‌های کرنل و براون تدریس نموده‌است. چلاتی در برایتون زندگی می‌کرد. 
از آثار چلاتی کتاب سینمای طبیعی (به ایتالیایی: Cinema naturale) توسط تارا کابلی به فارسی برگردان شده‌است.

## زندگی‌نامه
جیانی چلاتی در سوندریو، ایتالیا به دنیا آمد. اما دوران نوزادی و نوجوانی خود را در استان فرارا گذراند. او در رشته ادبیات انگلیسی با مدرک جیمز جویس توسط معلم کارلو ایزو از دانشگاه بولونیا فارغ التحصیل شد. جایی که بعداً در آنجا تدریس کرد (او همچنین در دانشگاه کان، دانشگاه کرنل و دانشگاه براون تدریس کرد).

## آثار
جیانی چلاتی اولین کتاب او، کمیک، در سال ۱۹۷۰ در شرکت انتشارات جولیو آینائودی با مقدمه ایتالو کالوینو منتشر شد. چلاتی با کالوینو  قصد داشت یک مجله ادبی را تأسیس کند که هرگز تاسیس نشد.